# موکیلتئو (واشینگتن)
موکیلتئو (به انگلیسی: Mukilteo) شهری در شهرستان اسنوهومیش ایالت واشنگتن است که در سرشماری سال ۲۰۱۰ میلادی، ۲۰۲۵۴ نفر جمعیت داشته است.